# Сядь за руль моей машины
«Сядь за руль моей машины» (яп. ドライブ・マイ・カー) — японский художественный фильм режиссёра Рюсукэ Хамагути, экранизация рассказа Харуки Мураками, главные роли в которой сыграли Хидэтоси Нисидзима и Токо Миура. Премьера состоялась на Каннском кинофестивале 2021 года, где картина получила приз за лучший сценарий.

## Сюжет
Главный герой фильма — театральный режиссёр Юсукэ Кафуку, который любит пьесу Чехова «Дядя Ваня» и знает её наизусть. Его жена, Ото Кафуку, пишет сценарии, которые диктует мужу после секса. Однажды Юсукэ застаёт жену занимающейся сексом с молодым любовником и уходит, не выдав своего присутствия. Юсукэ долго не находит в себе силы для разговора об этом. Наконец, он предлагает жене поговорить, но, придя домой с работы, находит её мёртвой (она умерла от кровоизлияния в мозг).
Через два года Юсукэ приглашают поставить «Дядю Ваню» на театральном фестивале в Хиросиме и дают водителя, молчаливую девушку в кепке по имени Мисаки Ватари (он сам не может водить машину из-за глаукомы). Между режиссёром и водителем постепенно возникают искренние, доверительные отношения. Мисаки рассказывает, что родилась в деревне на Хоккайдо и научилась хорошо водить, так как мать била её за плохое вождение. Выясняется, что её мать погибла, когда оползень раздавил дом.
Юсукэ берёт на роль дяди Вани Такацуки Кодзи, с которым его когда-то познакомила жена. Тот приглашает его в бар, затем оба едут в машине Мисаки до отеля. Всю поездку они обсуждают Ото, Такацуки рассказывает, чем заканчивается её последний сценарий. Юсукэ объясняет, что не говорил с женой о её многочисленных изменах, потому что боялся её потерять. Выясняется, что когда-то они потеряли четырёхлетнюю дочь, которой сейчас было бы 23 (это возраст Мисаки).
На одной из репетиций Такацуки арестовывает полиция: в баре он избил мужчину, который затем умер. Продюсеры спектакля уговаривают Юсукэ сыграть дядю Ваню самому. Он отправляется вместе с Мисаки на её родину, чтобы обдумать свои действия. Там Мисаки признаётся, что не стала спасать свою мать во время оползня, хотя у неё было на это время. Юсукэ в ответ рассказывает, что специально задержался на работе в день смерти Ото, боясь скандала. После возвращения в Хиросиму Юсукэ играет дядю Ваню, публика принимает спектакль овациями.
В финальной сцене Мисаки, переехавшая в Южную Корею, покупает продукты в супермаркете и садится в машину той же марки, что у Юсукэ.

## В ролях
- Хидэтоси Нисидзима — Юсукэ Кафуку
- Токо Миура — Мисаки Ватари
- Масаки Окада — Кодзи Такацуки
- Рэйка Кирисима — Ото Кафуку
- Пак Юрим — Ли Юн-а
- Чжин Тэён — Кон Юнсу
- Соня Юань — Дженис Чан
- Сатоко Абэ — Юхара

## Создание и оценки
Литературной основой сценария стал рассказ Харуки Мураками из сборника «Мужчины без женщин». Фильм был впервые показан на 74-м Каннском кинофестивале в июле 2021 года в рамках основной программы и стал победителем голосования жюри Screen International. По словам Лизы Ниссельсон из Screen Daily, «Сядь за руль моей машины» — картина «явно не для широкой публики», отличающаяся, впрочем, привлекательными персонажами, хорошо проработанным сюжетом и качественной музыкой. Стивен Далтон из The Hollywood Reporter отметил очень медленный темп развития сюжета и тяжеловесность картины, которые отчасти уравновешиваются поэтичностью сюжета и добротностью режиссуры. Российский критик Антон Долин охарактеризовал «Сядь за руль моей машины» как «по-чеховски тонкую и неординарную картину, продолжающую удивлять до последнего кадра». Андрей Плахов сравнивает фильм со спектаклем «Три сестры» в постановке Тимофея Кулябина, «герои которого общаются на жестовом языке и фатально не слышат друг друга. Здесь всё наоборот: языковой вавилон оказывается апофеозом неожиданной близости, спасением от разобщённости и одиночества».
На сайте-агрегаторе отзывов Rotten Tomatoes фильм получил рейтинг 98 %, на сайте Metacritic — среднюю оценку 9 из 10. Несколько десятков изданий включили «Сядь за руль моей машины» в свои списки лучших фильмов года, а Los Angeles Times, The New York Times и The Wall Street Journal назвали его лучшим фильмом года. По включениям в списки лучших за год фильм уступил только «Власти пса».

## Награды и номинации
- 2021 — три приза Каннского кинофестиваля: лучший сценарий (Рюсукэ Хамагути), приз ФИПРЕССИ, приз экуменического (христианского) жюри[15][16].
- 2021 — два приза Чикагского кинофестиваля: приз жюри, приз зрительских симпатий[17]
[18].
- 2021 — две Азиатско-Тихоокеанские кинопремии за лучший фильм и лучший сценарий, а также две номинации за лучшую режиссуру и лучшую мужскую роль (Хидэтоси Нисидзима).
- 2021 — 4 премии Национального общества кинокритиков США: лучший фильм, лучший режиссёр (Рюсукэ Хамагути), лучший сценарий (Рюсукэ Хамагути), лучший актёр (Хидэтоси Нисидзима)[19].
- 2021 — 4-е место в списке лучших фильмов года по версии журнала Cahiers du cinéma.
- 2022 — Премия «Золотой глобус» за лучший фильм на иностранном языке[20].
- 2022 — Премия BAFTA за лучший неанглоязычный фильм[21], а также две номинации за лучшую режиссуру и лучший адаптированный сценарий[22].
- 2022 — Премия «Оскар» за лучший фильм на иностранном языке, а также три номинации: лучший фильм, лучшая режиссура, лучший адаптированный сценарий[23].
- 2022 — Премия «Спутник» за лучший международный фильм.
- 2022 — Премия «Выбор критиков» за лучший фильм на иностранном языке.
- 2022 — Премия «Независимый дух» за лучший международный фильм.
- 2022 — две премии Лондонского кружка кинокритиков за лучший фильм на иностранном языке и лучший сценарий года, а также две номинации за лучший фильм года и за лучшую режиссуру.
- 2022 — номинация на премию «Сезар» за лучший зарубежный фильм.
- 2022 — номинация на премию «Давид ди Донателло» за лучший зарубежный фильм.
- 2022 — номинация на премию Японской киноакадемии за лучший фильм.
- 2023 — три Азиатские кинопремии: лучший фильм, лучшая оригинальная музыка, лучший монтаж (Адзуса Ямадзаки). Кроме того, лента получила 5 номинаций: лучший режиссёр, лучший сценарий, лучший актёр (Хидэтоси Нисидзима), лучший актёр второго плана (Масаки Окада), лучший звук[24]
[25].
- 2023 — номинация на премию «Роберт» за лучший неанглоязычный фильм.
- 2023 — номинация на премию «Бодиль» за лучший неамериканский фильм[26].